# École nationale de la statistique et de l'administration économique
L'École nationale de la statistique et de l'administration économique, també anomenada ENSAE ParisTech, és una Grande école d'enginyeria de França fundada el 1942. Està situada a Malakoff, França.
És un establiment públic d'ensenyament superior i recerca tècnica que lliura el diploma d'enginyeria d'ENSAE ParisTech (Màster Ingénieur ENSAE ParisTech) i elMastère spécialisé.